# 아프리카긴가락박쥐
아프리카긴가락박쥐(Miniopterus africanus)는 긴가락박쥐과에 속하는 박쥐의 일종이다. 케냐에서만 발견된다. 아열대 또는 열대 습윤 산지 숲에서 서식한다. 큰긴가락박쥐(Miniopterus inflatus)의 아종으로 간주하기도 한다.